# Иоанникий (Кобзев)

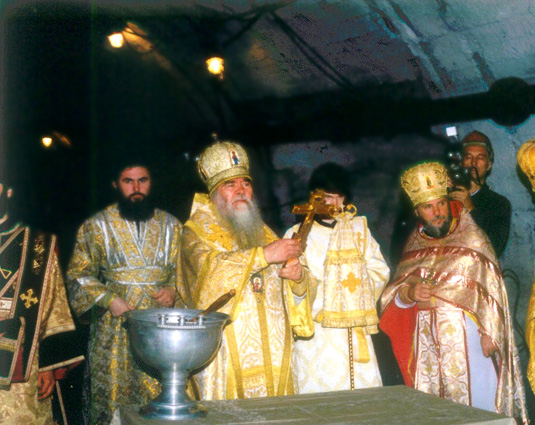
Митрополит Иоанникий за водосвятным молебном (2002)

Митрополит Иоанникий (в миру Иван Яковлевич Кобзев; 7 февраля 1938, село Новосёловка, Курская область — 17 октября 2020, Луганск) — епископ Украинской православной Церкви (Московского патриархата), митрополит Луганский и Алчевский. Тезоименитство — 4 (17) ноября.

## Биография
Родился 7 февраля 1938 года в селе Новосёловке (ныне — в Прохоровском районе, Белгородская область) в крестьянской семье. Брат клирика Харьковской епархии протоиерея Алексия Кобзева, который умер 14 ноября 2020 года). По окончании школы работал в строительстве и на железнодорожном транспорте.
С 1958 года учился в Киевской духовной семинарии, затем после её закрытия — в Одесской, которую окончил в 1962 году, в том же году поступил в Московскую духовную академию (МДА).
С 1963 года — послушник Троице-Сергиевой лавры. Первоначально нёс послушание у наместника, архимандрита Пимена (Хмелевского), а затем у его преемника, архимандрита Платона (Лобанкова).
16 ноября 1964 года пострижен в монашество с именем Иоанникий (в честь преподобного Иоанникия Великого (память 4 (17) ноября)). 24 ноября 1964 года рукоположён во иеродиакона.
В 1966 году окончил МДА со степенью кандидата богословия.
С 1966 года исполнял послушания иподиакона и ризничего при патриархах Алексии I и Пимене.
7 апреля 1969 года рукоположён во иеромонаха.
18 июля 1971 года возведён в сан игумена.
25 августа 1971 года назначен преподавателем Одесской духовной семинарии, определён в число братии Одесского Успенского монастыря.
В 1983 году возведён в сан архимандрита.
С 15 декабря 1986 года — настоятель Покровского собора города Измаила и благочинный Измаильского округа.

### Архиерейство
13 декабря 1988 года в Успенском кафедральном соборе Одессы хиротонисан во епископа Славянского, викария Одесской епархии.
19 февраля 1990 года назначен епископом Донецким и Луганским.
6 октября 1991 года назначен епископом новообразованной Луганской и Старобельской епархии.
С 23 января по март 1992 года временно управляющий Донецкой и Славянской епархии.
7 апреля 1993 года возведён в сан архиепископа с правом ношения креста на клобуке.
19 июня 2002 года возведён в сан митрополита.
С 31 мая 2007 года в связи с разделением Луганской епархии на две самостоятельные носил титул Луганский и Алчевский. Тогда же в связи с увеличением количества епархий включён в число постоянных членов Священного синода Украинской православной церкви.
20 июля 2012 года почислен на покой с назначением настоятелем Николо-Преображенского собора Луганска.
Скончался 17 октября 2020 г., отпевание состоялось 19 октября в Свято-Петропавловском кафедральном соборе г. Луганска. Погребен владыка за алтарем Петропавловского собора, г.Луганск.

## Награды

### Светские награды
- Орден князя Ярослава Мудрого V степени (2008)
- Орден «За заслуги» III степени
- Знак отличия Президента Украины — Юбилейная медаль «20 лет независимости Украины» (19 августа 2011 года)[5]
- Медаль «10 лет МВД Украины»
- Медаль «5 лет государственному департаменту Украины по вопросам исполнения наказаний»
- Медаль «15 лет МВД Украины»

### Награды РПЦ и УПЦ МП
- Орден святого равноапостольного великого князя Владимира II и III степеней
- Орден преподобного Сергия Радонежского II и III степеней
- Орден УПЦ МП преподобных Антония и Феодосия Киево-Печерских І степени
- Юбилейный орден УПЦ МП «Рождество Христово» І степени
- Орден УПЦ МП преподобного Агапита Печерского І степени